# زنبوريات خيطية الخصر
زنبوريات خيطية الخصر أو إلْقيَّات أو زنابير الخنفساء أو فصيلة سفيسيدي (الاسم العلمي Sphecidae)، فصيلة حشرات عالمية الأنتشار من الدبابير وتنتمي إلى رتبة غشائيات الأجنحة.